# VfL Gummersbach
VfL Gummersbach  er en håndboldklub fra Tyskland, der pt. spiller Bundesligaen i herrehåndbold. Klubben er en af de mest succesfulde nogensinde.

## Meritter
- Tysk mester: 12
  - 1966, 1967, 1969, 1973, 1974, 1975, 1976, 1982, 1983, 1985, 1988, 1991

- Tyske pokalvindere: 5
  - 1978, 1979, 1982, 1983, 1985

- Champions League: 5
  - Vinder: 1967, 1970, 1971, 1974, 1983
  - Tabende finalist: 1972

- Cup Winners' Cup: 2
  - 1978, 1979

- EHF Cup: 1
  - 1982

- EM for klubhold: 2
  - Vinder: 1979, 1983
  - Tabendefinalist: 2006

## Holdet i sæsonen 2008/2009
| Nr. | Navn                  | Nationalitet |
| 1   | Nándor Fazekas        | Ungarn       |
| 2   | Geoffroy Krantz       | Frankrig     |
| 3   | Adrian Wagner         | Tyskland     |
| 5   | Kevin Jahn            | Tyskland     |
| 6   | Drago Vuković         | Kroatien     |
| 12  | Goran Stojanović      | Montenegro   |
| 13  | Momir Ilić            | Serbien      |
| 16  | Stanislaw Gorobtschuk | Tyskland     |
| 17  | Jonathan Eisenkrätzer | Tyskland     |
| 18  | Róbert Gunnarsson     | Island       |
| 21  | Alexandros Alvanos    | Grækenland   |
| 23  | Viktor Szilagyi       | Østrig       |
| 24  | Mladen Jovicic        | Frankrig     |
| 26  | Adrian Pfahl          | Tyskland     |
| 31  | Ole Rahmel            | Tyskland     |
| 77  | Vedran Zrnić          | Kroatien     |
| 84  | Audräy Tuzolana       | Frankrig     |
| --- | --------------------- | ------------ |